# Голынец, Галина Владимировна
Гали́на Влади́мировна Голыне́ц (род. 11 июля 1943 года, дер. Клесово, Смоленская область, РСФСР, СССР) — советский и российский искусствовед, член-корреспондент Российской академии художеств (2009).

## Биография
Родилась 11 июля 1943 года в дер. Клесово Смоленской области.
В 1967 году — окончила Институт живописи, скульптуры и архитектуры имени И. Е. Репина, а в 1976 году — аспирантуру МГУ.
В 1977 году — защитила кандидатскую диссертацию, тема: «Дореволюционный период творчества С. В. Малютина» (научный руководитель Д. В. Сарабьянов.
В 1980 году — присвоено учёное звание доцента.
С 1989 года — член Союза художников России.
В 2009 году — избрана членом-корреспондентом Российской академии художеств.

### Семья
Муж — советский и российский искусствовед С. В. Голынец (1939—2018)

## Научная и преподовательская деятельность
Специализируется на Искусстве Древней Руси и его традициях в искусстве Нового и Новейшего времени; на русском прикладном (народном и промышленном) искусстве; на художественной культуре Урала и Западной Сибири.
С 1967 года — работает в Уральском государственном университете, профессор кафедры истории искусств (с 2004 года). Ведет курсы: «Древнерусское искусство», «Русское декоративно-прикладное искусство» — и спецкурсы: «Невьянская школа иконописи в контексте искусства Нового времени», «Русский фарфор». Курирует различные проекты, выставки.
Автор книг и статей о мастерах неорусского стиля конца XIX — начала XX века, о старообрядческой иконописи (ввела в научный оборот понятие «невьянская иконописная школа»), о творчестве художников Севера, о современном искусстве Екатеринбурга.

## Награды
- Почётный работник высшего профессионального образования Российской Федерации (2010)